# Ardisia kachinensis
Ardisia kachinensis är en viveväxtart som beskrevs av Carl Christian Mez. Ardisia kachinensis ingår i släktet Ardisia och familjen viveväxter. Inga underarter finns listade i Catalogue of Life.